# SWM X7

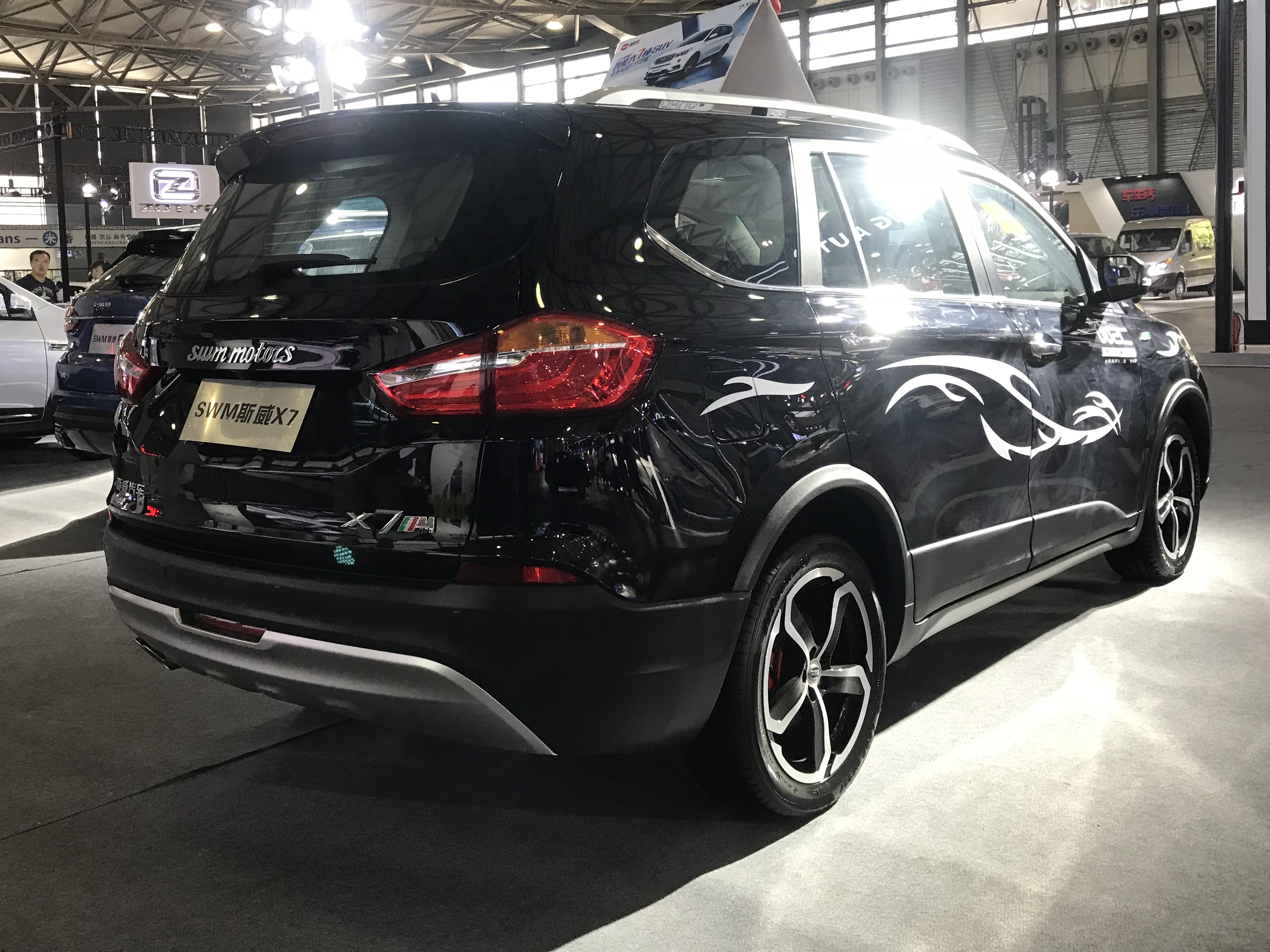
Вид сзади

SWM X7 — семиместный компактный кроссовер, выпускавшийся с 2016 по 2019 год подразделением SWM компании Brilliance Shineray. На этапе разработки назывался SWM X5.

## Описание
SWM X7 был запущен в производство в декабре 2016 года в Китае. Он оснащён 1,5-литровым турбодвигателем мощностью 156 л. с. и крутящим моментом 230 Н⋅м, либо же 1,8-литровым турбодвигателем мощностью 137 л. с. и крутящим моментом 258 Н⋅м.
Двигатели сочетались в паре с пятиступенчатой механической, либо же с шестиступенчатой автоматической трансмиссией (опционально — с вариатором). Цены варьировались от 85900 до 118900 юаней.